# Ісая (Балошескул)
Ісая (Балошескул) * 05.01.1765 — † 14.09.1834 — православний архієрей, єпископ Чернівецько-Буковинської єпархії (1823-1834).

## Біографія
Іван Балашескул народився 5 січня 1765 року в селищі Путна (нині Сучавський повіт Румунія) у родині священика Георгія (Балашескула) та Анастасії Герле.
Середню освіту здобув у школі при Путнянському монастирі. Там же в 1778 році був пострижений у ченці з іменем Ісая.
1789-го року був переведений протодияконом до єпископської Консисторії, де прослужив до 1792 року.
У 1793-1795 рр. був Ігуменом у Драгомирнському та Путнянському монастирях.
1795-го року повернувся у Чернівці як референт єпископа Буковинського і Чернівецького. У цьому статусі перебував до 1807 року. Після цього був возведений до Головного вікарія Чернівецько-Буковинської єпархії.
З 1808 року Ісая (Балошескул) — Архімандрит Путнянського монастиря, а згодом Архімандрит всієї єпархії.
Після смерті Даниїла (Влаховича) кандидатуру Ісаї (Балошескула) було запропоновано як наступника. Щоправда остаточне рішення дещо затягнулося. Тільки 17 липня 1823 року спеціальним цісарським патентом Архімандрит Ісая був іменований як єпископ Чернівецький і Буковинський. 7 грудня 1823 року у Свято-Миколаївському кафедральному соборі Карловацької митрополії відбулася єпископська хіротонія.
Багато уваги владика Ісая приділяв клірикальній освіті. Він завершив справу свого попередника, й дорозвинув Чернівецьку нижчу клірикальну школу до рівня Богословського інституту (нім. Teologisher Lehranstalt). При інституті створив духовну симінарію на 25 слухачів з утриманням за рахунок Буковинського релігійного фонду. Навчання здійснювалось латиною, грецькою та німецькою.
На переконання румунських дослідників, період правління єпархією Ісаєю (Балашескулом) (1823-1834) це повернення буковинської церкви до румунських традицій. Одним з основних досягнень владики Ісаї, на їх думку, є запровадження румунської мови як єдиної офіційної у Чернівецько-Буковинській єпархії.
Інші ж дослідники роблять акцент на духовній діяльності владики, зокрема розвиток місцевих монастирів.
Помер єпископ Ісая (Балашескул) 14 вересня 1834 у Чернівцях. Похований у церкві Путнянського монастиря в південній частині вівтаря.

## Галерея

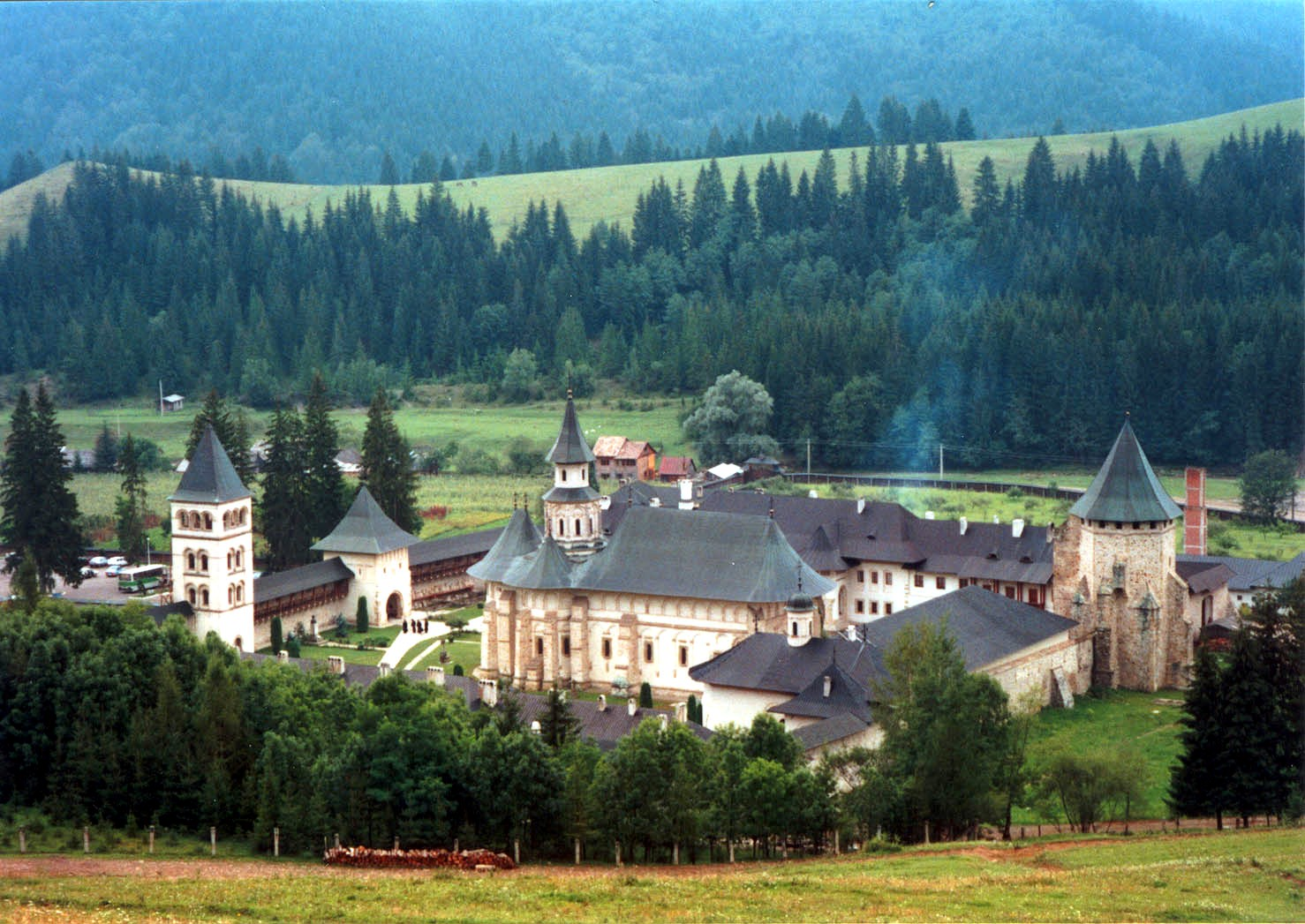
Путнянський монастир
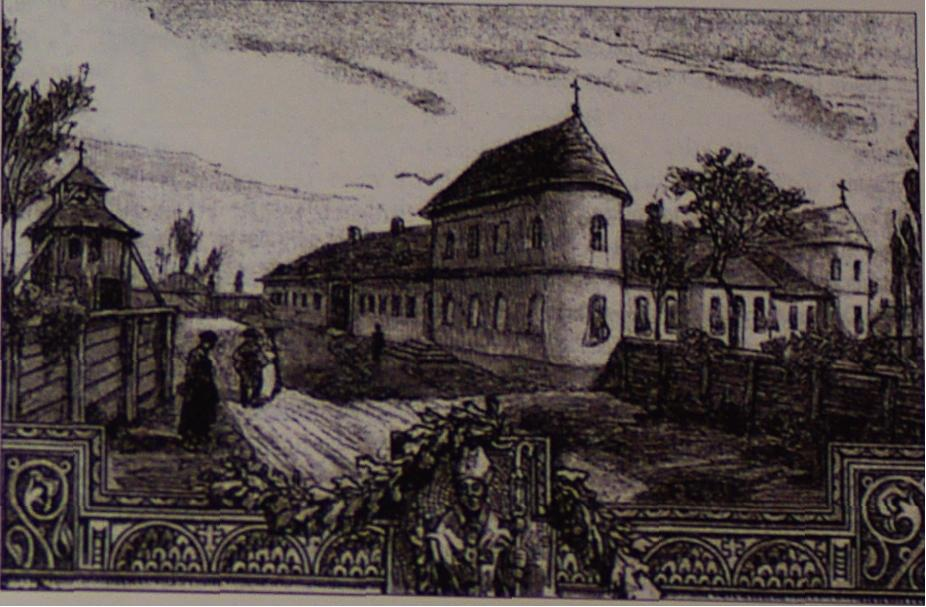
єпископська резиденція в Чернівцях